# Epactozetidae
Epactozetidae zijn  een familie van mijten. Bij de familie zijn twee geslachten met circa vijf soorten ingedeeld.